# Gwanin-myeon
Gwanin-myeon (koreanska: 관인면) är en socken i kommunen Pocheon i provinsen Gyeonggi i den norra delen av Sydkorea, 70 km nordost om huvudstaden Seoul.